# Кінна армія
Кінна а́рмія (КА)  — оперативне кавалерійське об'єднання Червоної Армії в роки Громадянської війни, яке зіграло величезну роль в операціях із розгрому білогвардійських армій Денікіна і Врангеля, а також військ інтервентів. Вони входили до складу різних фронтів, будучи їх головною ударною силою і основним засобом розвитку оперативного успіху.
Всього було утворено дві кінні армії: Перша і Друга.
До складу кінної армії входили: 3—4 кавалерійських дивізії і інколи ще окрема кавалерійська бригада; в окремі періоди бойових дій кінним арміям додатково додавалися 1—2 кавалерійських дивізії. Крім того, вона посилювалася авіацією, броньовими частинами і технічними засобами зв'язку; у її оперативному підпорядкуванні знаходилися в деяких операціях 2—3 стрілецьких дивізії.
Бойовий і чисельний склад кінних армій був непостійним. Наприклад в 1920 році 1-ша кінна армія мала у своєму складі від 14 до 26 тисяч військових (від 9 до 16 тисяч шабель); 2-га кінна армія  — від 5 до 21 тисячі вояків (від 3 до 8 тисяч шабель).
За штатом від 30 грудня 1919 до складу Польового управління кінної армії входили: командарм та 2 члени РВС), політвідділ, революційний військовий трибунал, відділ особистів, військово-цензурне управління, штаб армії (управління — оперативне, адміністративне, авіація і повітроплавання, зв'язки), канцелярія представника начальника військових повідомлень фронту; управління — начальника постачань, санітарної частини, ветеринарної частини, казначейство.
Наказом Південно-Західного фронту від 6 липня 1920 р. оголошений новий штат кінної армії, за яким до її Польового управління були введені інспекція кавалерії, артилерії і управління начальника родів військ (інженерів, броньових частин, автомобільного управління, військових сполучень). Відповідно до цього ж штату формувалося Польове управління сформованої 2-ї кінної армії.  